# Opuntia infesta
Opuntia infesta là một loài thực vật có hoa trong họ Cactaceae. Loài này được (F. Ritter) Iliff mô tả khoa học đầu tiên năm 1997.